# André Waterkeyn
André Waterkeyn (23. srpna 1917, Londýn – 4. října 2005, Brusel) byl belgický inženýr, známý zejména díky vybudování Atomia.
Waterkeyn byl ekonomem společnosti Fabrimetal (nyní Agoria). V roce 1954 byl požádán, aby navrhl budovu pro Světovou výstavu Expo 1958, která by měla symbolizovat belgické inženýrské dovednosti.
Waterkeyn vlastnil autorská práva všech reprodukcí Atomia až do doby, kdy ji kolem roku 2000 předal organizaci vlastnící původní budovu. Do roku 2002, kdy ji převzal jeho syn, byl předsedou představenstva Atomia. Zemřel v Bruselu v roce 2005. Po jeho smrti po něm byla pojmenována nejvyšší koule Atomia.

## Florbal
Waterkeyn byl také známý jako florbalový hráč. Na letních olympijských hrách v roce 1948 se účastnil v belgickém týmu turnaje ve florbalu.